# Phytoecia akbesiana
Phytoecia akbesiana är en skalbaggsart som beskrevs av Maurice Pic 1900. Phytoecia akbesiana ingår i släktet Phytoecia och familjen långhorningar. Inga underarter finns listade i Catalogue of Life.